# Toshiro Nomura
Toshiro Nomura (野村敏郎?, Nomura Toshirō; 1954) è un astronomo giapponese.
Il suo nome può anche essere letto Toshio.
Nomura è un prolifico scopritore di asteroidi. L'asteroide 1991 JP
è stato chiamato 6559 Nomura in suo onore 

## Asteroidi scoperti
Nomura ha coscoperto 13 asteroidi:
| Asteroide          | Designaz. provv. | Data della scoperta | Coscopritore/i |
| ------------------ | ---------------- | ------------------- | -------------- |
| 4106 Nada          | 1989 EW          | 6 marzo 1989        | Koyo Kawanishi |
| 4797 Ako           | 1989 SJ          | 30 settembre 1989   | Koyo Kawanishi |
| 5401 Minamioda     | 1989 EV          | 6 marzo 1989        | Koyo Kawanishi |
| 5685 Sanenobufukui | 1990 XA          | 8 dicembre 1990     | Koyo Kawanishi |
| 5737 Itoh          | 1989 SK          | 30 settembre 1989   | Koyo Kawanishi |
| 5872 Sugano        | 1989 SL          | 30 settembre 1989   | Koyo Kawanishi |
| 5881 Akashi        | 1992 SR12        | 27 settembre 1992   | Matsuo Sugano  |
| 6155 Yokosugano    | 1990 VY2         | 11 novembre 1990    | Koyo Kawanishi |
| 6557 Yokonomura    | 1990 VR3         | 11 novembre 1990    | Koyo Kawanishi |
| 7178 Ikuookamoto   | 1990 VA3         | 11 novembre 1990    | Koyo Kawanishi |
| 8892 Kakogawa      | 1994 RC11        | 11 settembre 1994   | Matsuo Sugano  |
| 9580 Tarumi        | 1989 TB11        | 4 ottobre 1989      | Koyo Kawanishi |
| 10318 Sumaura      | 1990 TX          | 15 ottobre 1990     | Koyo Kawanishi |